# Elbsandsteingebirge
Elbsandsteingebirge (tjekkisk: Labské pískovce; dansk: Elbens Sandstensbjerge) er en bjergkæde på grænsen mellem Tyskland og Tjekkiet. Som navnet udtrykker, består bjergene fortrinsvist af sandsten, og den øvre del af floden Elben flyder på tværs af dem, fra Tjekkiet til Tyskland. Bjergene er en nordlig udløber af Alperne og den tyske del kendes således også som Det Sachsiske Schweiz (Sachsische Schweiz) og den tjekkiske del som Bøhmisk Schweiz (Böhmische Schweiz). Under ét kaldes regionen til tider Sachsisk-Bøhmisk Schweiz.
Elbens Sandstensbjerge strækker sig over et areal på ca. 700 km² og ligger i delstaten Sachsen i det sydøstlige Tyskland og det nordvestlige Tjekkiet. Mod sydvest, fortsætter bjergene som Malmbjergene (Erzgebirge) og mod øst fortsætter de som Lausitzer-bjergene (Lausitzer Gebirge), den aller-vestligste del af Sudeterne.
Elbsandsteinsgebirge er skabt ved millioner af års erosion af et gammelt sandstensplateau, og her findes en mængde navngivne isolerede bjergstoppe, hvor Schneeberg, Königstein, Bastei og Lilienstein er de mest kendte. Med de forholdsvist intakte skove og Elbens vilde romantiske dalsænkninger, er det et populært turistområde med flere kurbade. Bjegene er opsøgt af mange bjergklatrere og her er et forgrenet netværk af vandreruter. I 1730 blev der opdaget jern- og svovlholdige kilder i Bad Schandau, der dannede grundlag for et kursted.

## Fredninger
Størstedelen af Elbens Sandstensbjerge er udlagt som fredet område, herunder to naturparker og to strengt fredede nationalparker:
Tyskland
- Nationalpark Sächsische Schweiz, også kendt som Det Sachsiske Schweiz (eller Saksisk Schweiz) på dansk.
- Sächsische Schweiz Landscape Protection Area, også kendt som "Area of Outstanding Natural Beauty Sächsische Schweiz".

Tjekkiet
- Nationalpark Bøhmisk Schweiz (České Švýcarsko på tjekkisk)
- Labské pískovce Protected Landscape Area (CHKO Labské pískovce på tjekkisk)

De fire fredninger er sammenhængende og dækker tilsammen et areal på ca. 710 km².

## Galleri
- Sachsisk Schweiz
- Vandresti i Sachsisk Schweiz
- Udsigtspunktet Bastei (Sachsisk Schweiz)
- Bjerget Gohrisch (naturpark Sachsisk Schweiz)
- Udsyn fra fæstningen Königstein (naturpark Sachsisk Schweiz)
- Hřensko, en landsby på grænsen til Tyskland (Bøhmisk Schweiz)
- Kamenice floden, en biflod til Elben (Bøhmisk Schweiz)
- Děčín, en by ved Elben (CHKO Labské pískovce)
- Udsyn over skovene og bjergene (CHKO Labské pískovce)